# Grégoire François Du Rietz
Grégoire François Du Rietz [dʏ rje] eller [dʏ rjeː], född 1607 i Arras, död 5 februari 1682 i Maria Magdalena församling, Stockholm, var en svensk livmedikus. Han var troligen son till godsägaren Maurice Du Rietz och Julie de Habarcq. Du Rietz tillhörde sannolikt en urgammal fransk adelsätt, känd sedan 1100-talet.

## Biografi
Du Rietz var medicine doktor vid medicinska fakulteten vid universitetet i Orange. Han inkallades till Sverige av drottning Kristina i oktober 1642 och anställdes 1644 på rekommendationer av Johan Adler Salvius och Hugo Grotius som drottning Kristinas livmedikus. Han blev naturaliserad svensk adelsman den 15 augusti 1651 och introducerad på Riddarhuset den 3 november 1660.
Grégoire François Du Rietz verkade som förste livläkare (arkiater) hos drottning Kristina (1644–1651) och från 1655 till sin död hos Karl X Gustav och dennes gemål Hedvig Eleonora och son Karl XI.
I förening med tre andra läkare, Below, Wattrang och Gripenflycht, inrättade han den 16 maj 1663 i Stockholm ett slags läkarförening, Collegium medicum, som kort därefter fick kungliga privilegier. Anledningen var främst att man ville reglera läkarnas verksamhet och avgränsa dem från kvacksalveriet. Dessutom ville man få kontrollen över handeln med gifter. Denna sammanslutning kan anses vara grunden till Sundhetskollegium, sedermera Medicinalstyrelsen, vilken 1968 uppgick i Socialstyrelsen. Du Rietz (Dörjés) moderdroppar fick sitt namn efter honom.

### Familj
Du Rietz var gift första gången med Estré Radoul. De fick tillsammans barnen Grégoire François Du Rietz i Frankrike och Estré Du Rietz som var gift med de Vempère i Languedoc.
Han gifte sig andra gången 27 april 1648 i Stockholm med Helena Radou, dotter till handelsmannen Jakob Radou i Stockholm. Helena Radou var änka efter Georg von Emensen. Du Rietz och Radou fick tillsammans barnen Carl Magnus Du Rietz (1649–1653), Helena Du Rietz (1651–1652), assessorn Gustaf Adolf Du Rietz (1654–1681) i Kommerskollegium och hovjunkaren Carl Du Rietz (1657–1708).